# Wilhelm Marr
Wilhelm Marr (ur. 16 listopada 1819 w Magdeburgu, zm. 17 lipca 1904 w Hamburgu) – niemiecki dziennikarz, określany mianem „patriarchy antysemityzmu”, twórca i popularyzator pojęcia antysemityzmu, założyciel pierwszego stowarzyszenia antysemickiego: Ligi Antysemitów (niem. Antisemiten-Liga).

## Życiorys

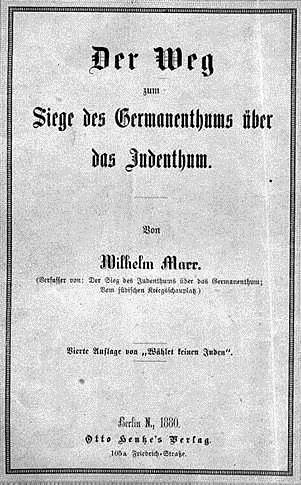
Okładka opublikowanego w 1879 roku traktatu „Droga do zwycięstwa germanizmu nad judaizmem” (niem. Der weg zum siege des Germanenthums über das Judenthum) Wilhelma Marra

W młodości propagował w Niemczech idee anarchistyczne.
W 1879 roku opublikował pracę „Droga do zwycięstwa germanizmu nad judaizmem” (niem. Der weg zum siege des Germanentums über das judenthum). Traktat po raz pierwszy używa terminu „antysemityzm” w charakterze pozytywnego określenia dla ruchu politycznego (wcześniej Moritz Steinschneider użył określenia w sensie pejoratywnym). Książka wyrażała przekonanie, że Żydzi zdobyli władzę nad Niemcami: przejęli prasę, zdobyli miejsca w parlamencie, zajęli eksponowane stanowiska w branży finansowej. Publikacja stała się bestsellerem, tylko w roku 1879 wydrukowano aż 12 wydań. Na łamach książki Marr nawoływał do stworzenia czasopisma propagującego ideologie antysemicką. Czasopismo powstało w październiku 1879 roku, nosiło nazwę „Niemiecki Tydzień” (niem. Deutsche Woche) i było finansowane przez zamożnych konserwatystów.
26 września 1879 r. w Berlinie założył pierwsze stowarzyszenie antysemickie: Ligę Antysemitów (niem. Antisemiten-Liga). Deklarowanym celem stowarzyszenia było „ocalenie niemieckiej ojczyzny od judaizacji”. Ideologia grupy uznawała, że wszystkie problemy społeczne wynikają z wpływów Żydów.